# Jean Odon Debeaux
Jean Odon Debeaux ( 1826 - 1910 ) fue un farmacéutico, botánico, micólogo, malacológo y explorador francés.

## Biografía
Estudió en la "Escuela Superior de Farmacia de París". Farmacéutico en 1854, rehusó un Concurso de Internados del Hôpitaux de Paris para dirigirse a la carrera militar en la Farmacia militar, donde hizo toda su carrera.
Realizó algunas expediciones botánicas y malacológicas al norte de África, especialmente Argelia y a China; en una Expedición de China de 1860 a 1862 donde tuvo la ocasión de hacer importantes trabajos que plasmaría en:
- Catalogue des plantes de la région de Boghar
- Flore de la Kabylie du Djurdjura
- Florures de Shang-Haï, de Tché-Fou et de Tien-Tsin
- Essai sur la pharmacie et la matière médicale des Chinois
- Notes sur les principales matières tinctoriales des Chinois

También realizó diversos estudios de la flora de Rosellón y de Córcega, y otro muy completo de la flora de Lot y Garona.
- La abreviatura «Debeaux» se emplea para indicar a Jean Odon Debeaux como autoridad en la descripción y clasificación científica de los vegetales.[3]